# Emmy do Primetime de melhor especial de variedades, música ou comédia
Segue-se uma lista dos galardoados com o Emmy do Primetime de melhor especial de variedades, música ou comédia:

## 1950s
- 1959: An Evening with Fred Astaire, NBC (Best Special Music or Variety Program – One Hour or Longer)

## 1960s
- 1960: Leonard Bernstein and the New York Philharmonic, CBS (Outstanding Music Program)
- 1961: sem informação
- 1962: Leonard Bernstein and the New York Philharmonic in Japan, CBS (Outstanding Variety or Music Program – Music)
- 1963: Julie and Carol at Carnegie Hall, CBS (Outstanding Music Program)
- 1964: The Bell Telephone Hour, NBC
- 1965: sem informação
- 1966: The Bob Hope Christmas Special, NBC (Outstanding Variety Special)
- 1966: Frank Sinatra: A Man and His Music, NBC (Outstanding Musical Program)
- 1967: The Sid Caesar, Imogene Coca, Carl Reiner, Morris Special, CBS (Outstanding Variety Special)
- 1967: Brigadoon, ABC (Outstanding Music Program)
- 1968: Rowan & Martin's Laugh-In, NBC (Outstanding Music or Variety Program)
- 1969: The Bill Cosby Special, NBC

## 1970s
- 1970: Annie, the Women in the Life of a Man, CBS (Outstanding Variety or Music Program – Variety and popular music)
- 1970: Cinderella, National Ballet of Canada NET Festival, PBS (Outstanding Variety or Music Program – Classical music)
- 1971: Singer Presents Burt Bacharach, CBS (Outstanding Variety or Music Program – Popular music)
- 1971: Leopold Stokowski, N.E.T. Festival, PBS (Outstanding Variety or Music Program – Classical music)
- 1972: Jack Lemmon in 'S Wonderful, 'S Marvelous, 'S Gershwin, NBC (Outstanding Variety or Music Program – Variety and popular music)
- 1972: Beethoven's Birthday: A Celebration in Vienna with Leonard Bernstein, CBS (Outstanding Variety or Music Program – Classical music)
- 1973: Singer Presents Liza with a Z, NBC (Outstanding Variety/Music Program)
- 1974: Lily, CBS (Outstanding Comedy – Variety or Music Special)
- 1975: An Evening with John Denver, ABC
- 1976: Gypsy in My Soul, CBS
- 1977: The Barry Manilow Special, ABC
- 1978: Bette Midler: Ol' Red Hair is Back, NBC
- 1979: No information.

## 1980s
(ver Emmy do Primetime de melhor programa de variedades)
- 1980 - 1989: sem informação

## 1990s
- 1990: Sammy Davis, Jr.'s 60th Anniversary Celebration, ABC
- 1991: sem informação
- 1992: Cirque Du Soleil: Nouvelle Expérience, HBO
- 1993: Bob Hope: The First 90 Years, NBC
- 1994: Kennedy Center Honors, CBS
- 1995: Barbra Streisand: The Concert, HBO
- 1996: Kennedy Center Honors, CBS
- 1997: Chris Rock: Bring the Pain, HBO
- 1998: The 1997 Tony Awards, CBS
- 1999: The 1998 Tony Awards, CBS

## 2000s
- 2000: Saturday Night Live: The 25th Anniversary Special, NBC
- 2001: Cirque Du Soleil's Dralion, Bravo
- 2002: America: A Tribute to Heroes, (simulcast in 35 different outlets)
- 2003: Cher: The Farewell Tour,  NBC
- 2004: Elaine Stritch: At Liberty, HBO
- 2005: 58th Annual Tony Awards, CBS
- 2006: The XX Olympic Winter Games: Opening Ceremony, NBC
- 2007: Tony Bennett: An American Classic, NBC
- 2008: Mr. Warmth: The Don Rickles Project, HBO
- 2009: Kennedy Center Honors, CBS

## 2010s
- 2010: Kennedy Center Honors, CBS
- 2011: Kennedy Center Honors, CBS
- 2012: Kennedy Center Honors, CBS
- 2013: Kennedy Center Honors, CBS
- 2014: AFI Life Achievement Award: A Tribute to Mel Brooks, TNT